# Mitra yayanae
Mitra yayanae is een slakkensoort uit de familie van de Mitridae. De wetenschappelijke naam van de soort is voor het eerst geldig gepubliceerd in 2011 door Huang.